# 遠藤綠
遠藤綠（日语：／ Endō Midori），日本漫畫家、插畫家。其代表作《電波少女與錢仙大人》改編成電視動畫，於2014年10月至12月播出。

## 作品列表

### 漫畫
- 電波少女與錢仙大人[1]
- 電波少女與錢仙大人！番外篇 信樂大叔！（原作、原案）

### 插圖
- 狂賭之淵（海報[2]）

## 外部連結
- 徒然日記 （日語）—遠藤綠的官方個人部落格。
- 遠藤綠的X（前Twitter） （日語）